# گو سو هی
گو سو‌هی (کره‌ای: 고수희؛ زادهٔ ۱۸ ژوئیه ۱۹۷۶) بازیگر اهل کره جنوبی است. از فیلم‌ها یا مجموعه‌های تلویزیونی که وی در آن نقش داشته‌است می‌توان به سانی، خانه طلایی، به زیبایی تو و جنگل اشاره کرد.